# Matera (província)
A província de Matera é uma província italiana da região de Basilicata com cerca de 203 063 habitantes, densidade de 59 hab/km². Está dividida em 31 comunas, sendo a capital Matera.
Faz fronteira a Puglia (Província de Bari) a norte, e Província de Taranto a este), a sul com a Calábria (Província de Cosenza), a sudeste com o mar Jónico e a oeste com a Província de Potenza.